# 韦尔塔-德巴尔德卡拉瓦诺斯
韦尔塔-德巴尔德卡拉瓦诺斯（西班牙語：Huerta de Valdecarábanos）是西班牙卡斯蒂利亚-拉曼恰托莱多省的一个市镇。总面积83平方公里，总人口1711人（2001年），人口密度21人/平方公里。